# シティタワー仙台
シティタワー仙台（シティタワーせんだい）は、宮城県仙台市青葉区花京院にある超高層マンションである。JR仙台駅の北側に建つ。

## 概要
建設地は、東を掃部丁（かもんちょう）、南を花京院一丁目3号線、西側を末無掃部丁、北側を花京院一丁目2号線で囲まれるブロックの南東角地にあり、戦災復興区画整理事業から除外されたためインナーシティ化していた宮城野橋（X橋）周辺地域内にある。
地権者は7人いるが、1980年（昭和55年）の改正都市再開発法の第三者施行制度を用いて、財団法人住宅改良開発公社が地権者に代わって第一種市街地再開発事業を行った。この様な方法は、広島県の呉駅前地区の再開発に次いで全国で2例目である。
宮城県初の超高層マンションであり、竣工当時、SS30、仙台第一生命タワービル、宮城県庁舎、仙台ターミナルホテル（現ホテルメトロポリタン仙台）に次いで、 宮城県で5番目に高い建造物であった。現在、X橋周辺地域では超高層ビルが林立している。

## 沿革
- 1988年（昭和63年）2月6日、高度利用地区告示、および、市街地再開発促進区域の指定
- 1989年（平成元年）
  - 2月28日、施行認可
  - 10月4日、建築工事着工
- 1991年（平成3年）9月20日、建築工事竣工
- 1993年（平成5年）4月6日、事業終了認可

## 周辺
宮城野橋・花京院・本町参照
- 花京院スクエア
- 三井生命仙台本町ビル（AZUR仙台）
- AER
- 仙台マークワン

## アクセス
- JRおよび仙台市地下鉄：仙台駅